# The Deep South
The Deep South (рус.  «Дальний Юг») — шестнадцатый эпизод второго сезона мультсериала «Футурама». Североамериканская премьера этого эпизода состоялась 16 апреля 2000 года.

## Сюжет
После того, как Гермес получил ошибочное и при этом принудительное разрешение на рыбалку, вся команда Межпланетного экспресса отправляется на отдых в Атлантический океан. Каждый из членов «Межпланетного экспресса» по-своему подходит к рыбалке — Гермес решает, что ему выбрать в качестве наживки, Бендер и Фрай начинают рыбачить с помощью удочек, а Лила пытается поймать улов с помощью своего гарпуна.
Когда Бендеру надоедает рыбалка с помощью обычной электронной удочки, то он решает поймать действительно большую рыбу — согнув огромный крючок солнцезащитного зонта Эми и привязав его к нервущейся леске. Ему это удается, но пойманная огромная рыба затянула космический корабль под воду. Приземлившись на дно океана, корабль получает ряд серьёзных поломок.
Теперь, когда Лила и профессор заняты починкой корабля, Зойдберг, Фрай и Бендер отправляются на поиски провизии. Во время прогулки по морскому дну Фрай встречает русалку, но никто из команды не верит в его рассказ, списывая это на «океаническое безумие». Ночью Фрай покидает корабль и уходит к русалке Умбриэль, с которой у него начинают завязываться романтические отношения.
Команда «Экспресса», обнаружив пропажу Фрая, отправляется на поиски, и они находят подводный город, о котором, по утверждению профессора, ходило много легенд — Атланту. Глава города — Полковник — предлагает им респираторы, позволяющие дышать и говорить под водой. В Атланте команда встречает и Фрая с Умбриэль, которая оказывается дочерью полковника.
Команде пора вернуться домой, лишь Фрай желает остаться в подводном городе навсегда. Но когда Фрай и Умбриэль остаются наедине, чтобы заняться сексом, парень узнаёт об особенности половой жизни русалок: она должна отметать икру, а Фрай позже должен эту икру оплодотворить. В ужасе Фрай убегает.
Фрай: Была бы она русалкой наоборот. Сверху рыбой, а внизу женщиной!
В последний момент он успевает ухватиться за большой крючок, который сделал Бендер из солнцезащитного зонта, но в тот момент, когда Фрай, держась за крючок, всплывает на поверхность, его проглатывает огромная рыба. Мэр Нового Нью-Йорка Си Рэндэл Попермэер поздравляет Бендера с рекордным уловом и награждает тысячей долларов. Сразу после этого изо рта рыбы выпадает Фрай, вес улова перестаёт быть рекордным, и мэр отнимает приз у Бендера.

## Персонажи
Список новых или периодически появляющихся персонажей сериала
- Мэр Си Рэндэл Попермэер
- Нибблер
- Дебют: Умбриэль
- Дебют: Полковник

## Изобретения будущего
- Таблетка против давления (англ. Anti-Pressure Pill) — изобретение профессора Фарнсворта, позволяющее людям находиться в областях высокого давления (например, под водой на глубине до трех миль) без вреда для организма. Несмотря на отсутствие побочных эффектов, таблетка не очень удобна в использовании из-за способа применения — суппозиторий.

## Интересные факты